# Aéroport de Salalah
L'aéroport de Salalah (code IATA : SLL • code OACI : OOSA) est le second aéroport international du sultanat d'Oman. Il est situé à 5,5 kilomètres au nord-est de la ville de Salalah. C'était à l'origine une base aérienne de la Royal Air Force (RAF Salalah) et plus tard de la Force aérienne royale d'Oman. En 2003, l'aéroport obtient son statut d'aéroport international. Il est situé dans le Gouvernorat du Dhofar au sud du pays.

## Histoire
L'aéroport de Salalah a ouvert en 1977. C'était à l'origine un aéroport domestique. Oman Air Services commence ses activités à Salalah en 1982, et le vol inaugural d'Oman Air arrive de Mascate en avril 1993.

## Situation
| Sohar Duqm Khasab Mascate Salalah |

## Statistiques
Pour des raisons techniques, il est temporairement impossible d'afficher le graphique qui aurait dû être présenté ici.

Voir la requête brute et les sources sur Wikidata.

## Compagnies aériennes et destinations
| Compagnies        | Destinations                                                      |
| ----------------- | ----------------------------------------------------------------- |
| Air Arabia        | Charjah                                                           |
| Air India Express | Cochin, Kozhikode-Calicut, Trivandrum                             |
| flydubai          | Dubaï                                                             |
| Kuwait Airways    | En saison : Koweït                                                |
| Neos              | En saison : Milan-Malpensa, Vérone - Villafranca                  |
| Oman Air          | Dubaï, Djeddah - Roi-Abdelaziz, Mascate                           |
| Qatar Airways     | Doha-Hamad                                                        |
| SalamAir          | Mascate, Sohar                                                    |
| Travel Service    | En saison charter: Bratislava-M. R. Štefánik, Prague-Václav-Havel |

Édité le 14/04/2018